# Nati nel 1535
| Questa pagina contiene informazioni ricavate automaticamente dalle voci biografiche con l'ausilio del template Bio e di un bot. L'aggiornamento è periodico e automatico e ricostruisce completamente la pagina. Se manca una persona in questa lista, sei pregato di non aggiungerla, ma accertati piuttosto che la sua voce biografica contenga il template Bio e che i dati anagrafici siano correttamente compilati. Se il template Bio manca, inseriscilo tu stesso o, in alternativa, metti l'avviso {{tmp\|Bio}} che ne segnala la mancanza. Se i dati riportati sono sbagliati, correggi direttamente la voce biografica; le modifiche saranno visibili in questa lista entro pochi giorni. Per chiarimenti vedi il progetto biografie. La lista contiene solo le 78 persone che sono citate nell'enciclopedia e per le quali è stato implementato correttamente il template Bio. Pagina aggiornata al 2 giu 2025. |

## Gennaio(1)
- 7 gennaio - Edward Stafford, III barone Stafford, nobile inglese († 1603)

## Febbraio(4)
- 11 febbraio - Papa Gregorio XIV, papa, vescovo cattolico e cardinale italiano († 1591)
- 22 febbraio - Girolamo Macchietti, pittore italiano († 1592)
- 24 febbraio - Eleonora di Roucy, nobile francese († 1564)
- 26 febbraio - Marcantonio II Colonna, generale e ammiraglio italiano († 1584)

## Marzo(1)
- 23 marzo - Sofia di Brandeburgo-Ansbach, principessa tedesca († 1587)

## Aprile(1)
- 5 aprile - Johannes Borcholten, giurista tedesco († 1593)

## Maggio(2)
- 3 maggio - Giovanni Battista Naldini, pittore italiano († 1591)
- 31 maggio - Alessandro Allori, pittore italiano († 1607)

## Giugno(4)
- 2 giugno - Papa Leone XI, papa, vescovo cattolico e cardinale italiano († 1605)
- 11 giugno - Domenico Toschi, cardinale e vescovo cattolico italiano († 1620)
- 17 giugno - Ippolita Gonzaga, nobildonna italiana († 1563)
- 24 giugno - Giovanna d'Asburgo, spagnola († 1573)

## Luglio(3)
- 4 luglio - Guglielmo il Giovane di Brunswick-Lüneburg, duca tedesco († 1592)
- 21 luglio - García Hurtado de Mendoza, generale spagnolo († 1609)
- 22 luglio - Caterina Stenbock, regina svedese († 1621)

## Agosto(1)
- 21 agosto - Shimazu Yoshihiro, militare giapponese († 1619)

## Ottobre(3)
- 16 ottobre - Niwa Nagahide, militare giapponese († 1585)
- 30 ottobre - Baccio Valori, letterato, umanista e politico italiano († 1606)
- 30 ottobre - Francesco III d'Orléans-Longueville, conte francese († 1551)

## Novembre(2)
- 1º novembre - Giovanni Battista Della Porta, filosofo, alchimista e commediografo italiano († 1615)
- 5 novembre - Giulia de' Medici, italiana

## Dicembre(5)
- 1º dicembre - Filippo Spinola, cardinale e vescovo cattolico italiano († 1593)
- 12 dicembre - Jacopo Corbinelli, letterato e filologo italiano
- 12 dicembre - Gilbert Génébrard, vescovo, teologo e ebraista francese († 1597)
- 16 dicembre - Lucrezia d'Este, nobile italiana († 1598)
- 28 dicembre - Martin Eisengrein, teologo tedesco († 1578)

## Senza giorno specificato(51)
- Aharon Abayuv, rabbino e teologo turco († 1605)
- Juan de Angustina Carasa, militare e marinaio spagnolo († 1598)
- Araki Murashige, militare giapponese († 1586)
- Juan Azor, filosofo e presbitero spagnolo († 1603)
- Martín del Barco Centenera, scrittore, esploratore e religioso spagnolo
- Georg Bartisch, oculista tedesco († 1607)
- Bartolomeo Bartocci, italiano († 1569)
- Balthasar de Beaujoyeulx, violinista, compositore e coreografo italiano († 1587)
- Antonio Berga, medico e filosofo italiano († 1580)
- Biagio Betti, pittore italiano († 1615)
- Jacques de Billy, monaco cristiano, teologo e grecista francese († 1581)
- Péter Bornemisza, scrittore, poeta e predicatore ungherese († 1584)
- Francesco Capriani, architetto italiano († 1594)
- Thomas Cartwright, insegnante e teologo inglese († 1603)
- Wendel Dietrich, intagliatore, ebanista e architetto tedesco († 1622)
- Guildford Dudley, nobile inglese († 1554)
- Simon Fizes de Sauve, politico francese († 1579)
- Klaus Fleming, ammiraglio finlandese († 1597)
- Martin Frobisher, corsaro inglese († 1594)
- George Gascoigne, poeta britannico († 1577)
- Giovanni Antonio di Amato il Giovane, pittore italiano
- Argisto Giuffredi, poeta italiano († 1593)
- Anne Hamilton, nobildonna scozzese († 1574)
- John Hamilton, I marchese di Hamilton, nobile scozzese († 1604)
- Jasper Heywood, gesuita, poeta e latinista inglese († 1598)
- Frans Hogenberg, pittore tedesco († 1590)
- Isabelle de la Tour, nobildonna francese († 1609)
- Kuyucu Murad Pascià, politico e militare ottomano († 1611)
- Jean Liébault, medico e agronomo francese († 1596)
- Louis Chasteigner de la Roche-Posay conte d'Abain, politico francese († 1595)
- Giorgio Mainerio, musicista e compositore italiano († 1582)
- Luis de Molina, teologo, giurista e gesuita spagnolo († 1600)
- Muzio Muzii, storico e poeta italiano († 1602)
- Simone Peterzano, pittore italiano († 1599)
- Gian Vincenzo Pinelli, umanista italiano († 1601)
- Enrico I di Rohan, nobile francese († 1575)
- Marco Saraceni, vescovo cattolico italiano († 1574)
- Lorenzo Sauli, doge († 1601)
- Sayri Tupac, imperatore inca († 1561)
- Bernhard Schmid, organista e compositore tedesco († 1592)
- Francesco Segala, scultore italiano († 1592)
- Francesco Sessa, politico italiano
- Paolo I Sforza, marchese di Proceno, nobile e militare italiano († 1597)
- Ludovico Taverna, vescovo cattolico italiano († 1617)
- Titu Cusi Yupanqui, imperatore inca († 1571)
- Wolfgang Unverzagt, nobile e politico austriaco († 1605)
- Pietro Vinci, compositore italiano († 1584)
- Giovanni Antonio Viperano, vescovo cattolico, poeta e storiografo italiano († 1610)
- Yemişçi Hasan Pascià, politico e militare ottomano († 1603)
- Yot Fa, sovrano siamese († 1548)
- Nicole de Savigny, nobile francese († 1590)